# 达瓦错
达瓦错（藏語：ཟླ་བ་མཚོ，威利转写：zla ba mtsho，THL：Dawa Tso，意为“月亮湖”）位于中国西藏自治区西部阿里地区措勤县境内，地处措勤县北部，湖面海拔4626米，面积114.4平方公里。湖区气候寒冷干燥，年均气温0℃左右，年均降水量200～300毫米。湖水主要靠冰雪融水径流补给。